# Paule Mevisse
Paule Mevisse (Jenakijevo, gouvernement Charkov, keizerrijk Rusland, 1912 – Ukkel 2005) was een Belgische verzetsstrijder tijdens de Tweede Wereldoorlog. In Brussel werd in 2019 een struikelsteen (stolperstein) voor haar geplaatst.

## Biografie
Paule Mevisse werd geboren in Jenakijevo in het huidige Oekraïne in 1912 in een Belgisch gezin. Haar vader werkte in een destijds befaamde Belgisch-Russische vennootschap, van oorsprong een metallurgie in Petrovsky, maar die ook kolenmijnen begon te exploiteren om de Petrovsky-fabriek in Jenakijevo te bevoorraden.
Bij het uitbreken van de Oktoberrevolutie vluchtte het gezin naar het schiereiland Kola. Haar broer stierf daar. Het gezin kon uiteindelijk naar Engeland verhuizen en gingen daarna in Isbergues (Frankrijk) wonen. Daar werd haar zus geboren. Vervolgens verhuisde het gezin naar Beverwijk (Nederland), waar Paule les volgde aan een Nederlandse school.
In 1924 verhuisde het gezin naar Ukkel. In 1934 voltooide Paule Mevisse haar universitaire studies in de Germaanse talen. Zij werd lerares Duits aan het lyceum Emile Jacqmain, aan de Belliardstraat in Etterbeek.
Toen ze met haar zuster in 1934 naar Duitsland reisde was ze onder de indruk van het antisemitisme dat er alom zichtbaar tegenwoordig was. Hoewel ze geen lid was van de communistische partij, had ze er wel sympathie voor en bezocht ze regelmatig communistische vrienden. Ze kwam ook reeds op voor de republikeinen in Spanje.

### Tweede Wereldoorlog
Bij de Duitse invasie in mei 1940 trad ze toe tot het Onafhankelijkheidsfront en werd ze actief in het verzet. Ze werd secretaris van de nationale Commandant. Ze bleef lesgeven. Ze hielp mee aan het verbergen van Joden, communisten en partizanen, vervoerde geldbedragen en valse rantsoenzegels. Haar appartement werd gebruikt voor bijeenkomsten van de partizanenleiders.
Ze moest onderduiken in Wezembeek. Op 23 juli 1943 werd ze gearresteerd in Beerse, samen met een groot aantal communistische aanhangers en leiders. Ze werd ondervraagd in de Louizalaan en werd opgesloten in de gevangenis van Sint-Gillis.
Na een gevangenschap van drie maanden in de gevangenis van Sint-Gillis werd ze in oktober 1943 gedeporteerd naar Duitsland, waar ze als Nacht und Nebel-gevangene verschillende gevangenissen doorliep. Ze kwam terecht in Essen, Mesum en Kreuzburg, tot haar proces in de zomer van 1944, toen ze werd veroordeeld tot twee jaar gevangenisstraf. Daarna kwamen de gevangenissen van Gross Strehlitz, Oppeln en uiteindelijk Dessau. Daar kon ze op het veld meewerken aan de oogst van gewassen. Ze kon clandestien groenten meenemen en die uitdelen aan de medegevangenen. Ze slaagde er in om via een Britse krijgsgevangene een naar brief naar haal familie te sturen.  
Tijdens de bombardementen in maart 1945 lukt het haar om te ontsnappen, in gezelschap van een Franse gevangene. Ze werd bevrijd door de Amerikaanse troepen en kreeg bijstand van het Rode Kruis. Ze ging als vertaler werken voor het Amerikaanse leger in Breba (Hessen). Eind juni 1945 werd ze gerepatrieerd naar België. Ze werd als heldin verwelkomd op het Lyceum Emile Jacqmain  waar ze, nog erg verzwakt, aan  In september 1945  haar taak als leerkracht Duits opnieuw opnam.
Ze was actief in verscheidene verenigingen, onder andere de Vriendenkring van Auschwitz en eigenaardig genoeg ook medeoprichter en secretaresse van de kunstgroep “Fantasmagie”.
Ze gaf een getuigenis van meer dan 4 uur in een interview voor de Stichting Auschwitz.

## Stolperstein

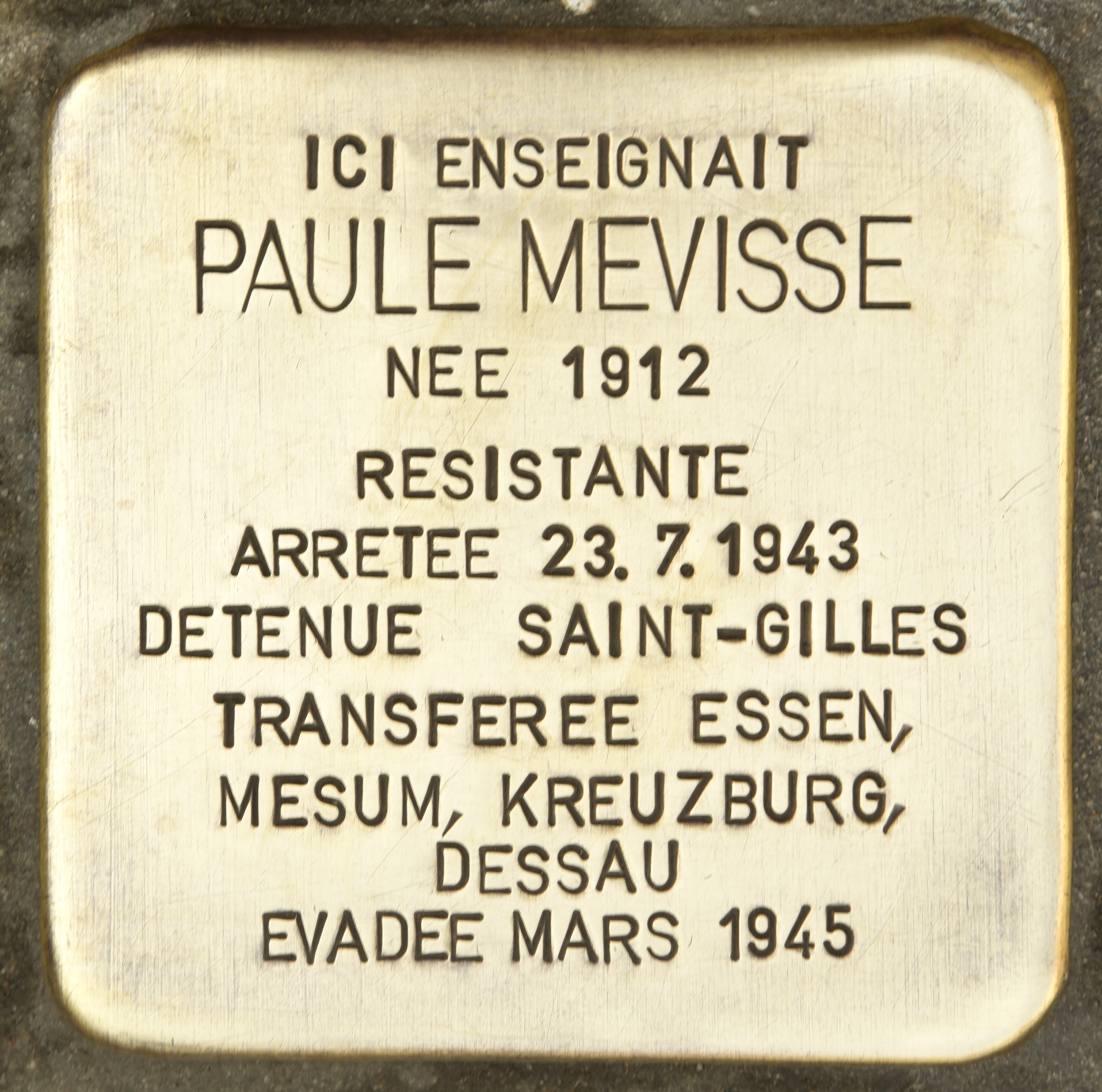
Stolperstein voor Paule Mevisse

In Brussel werd op 14 oktober 2019 een struikelsteen (Stolperstein) voor haar neergelegd voor het Emile Jacqmainlyceum in de Belliardstraat in Brussel. Deze Stolperstein werd gemaakt door de Duitse kunstenaar Gunter Demnig op initiatief van het Openbaar Onderwijs van Brussel en de Vereniging voor de Herinnering aan de Shoah. Met deze steen wil men Paule Mevisse herdenken voor  haar menselijkheid en humanisme.
De plaatsing van de steen werd bewust naast de herdenkingssteen van mevrouw Level-Sulzberger gelegd, een lerares Latijn en Grieks die geen les mocht geven omdat ze Joods was en die in het geheim in haar huis bleef lesgeven, maar een paar maanden voor het einde van de oorlog werd gearresteerd, gedeporteerd en vermoord.